# Triptolemos

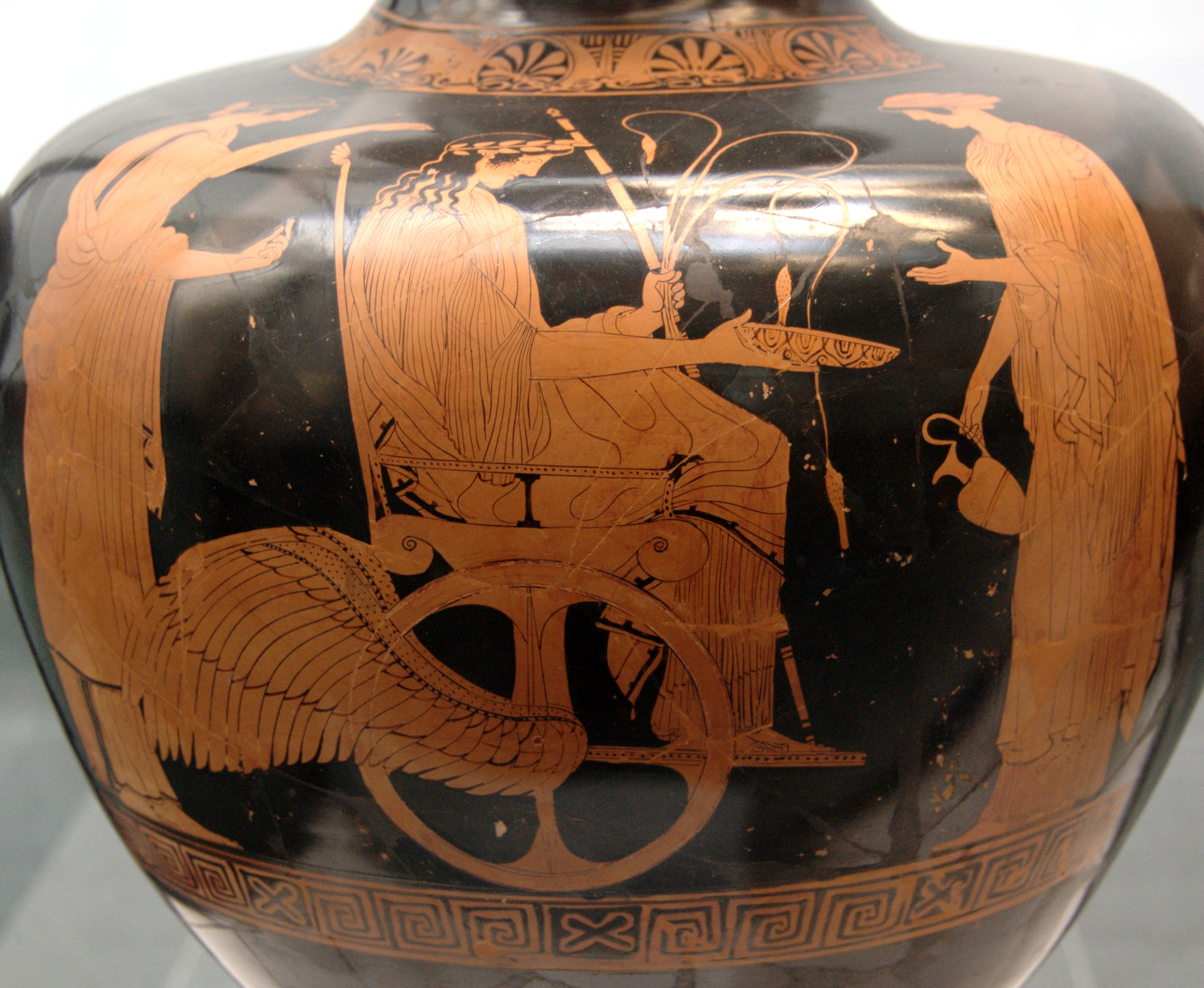
Vertrek van Triptolemos op zijn reis doorheen Griekenland, om aan de mensen de landbouw te leren (Attische roodfigurige Hydria van de schilder van Chicago, ca. 450-440 v.Chr., Staatliche Antikensammlungen van München).

Triptolemos (Oudgrieks: Τριπτόλεμος / Triptólemos) was de zoon van Keleos, de koning van Eleusis, en Metaneira, de lieveling van Demeter en de stichter van de Eleusinische mysteriën. Hem wordt de uitvinding van de ploeg en de verspreiding van de akkerbouw en van de daarmee verbonden beschaving toegeschreven.
Toen Demeter op haar zwerftocht over de aarde in het huis van Keleos gastvrij was opgenomen, wilde zij diens jongste zoon Demophon onsterfelijk maken door hem, na hem met ambrosia te hebben gezalfd, in de gloed van het haardvuur te houden. Daarbij werd zij echter gestoord door de moeder van het kind, die haar pogingen deed mislukken en volgens sommigen zelfs oorzaak werd, dat Demophon in de vlammen viel en daardoor werd verteerd. Als genoegdoening kreeg Triptolemos toen van de godin een met draken bespannen wagen en graankorrels, opdat hij de weldaad van Demeter overal zou verspreiden.
In sommige mythen evenwel wordt Triptolemos geïdentificeerd met Demophon, in andere is hij niet een zoon van Keleos maar een van de voornaamste burgers van het Eleusinische land, terwijl zijn vader de naam van Eleusis zou hebben gedragen.
Op de tocht die hij ondernam om de akkerbouw en de dienst van de godin te verspreiden, had hij met veel tegenwerking te kampen. Lynkos, de koning van de Skythen, wilde hem doden, maar die werd tot straf daarvoor door Demeter in een lynx veranderd. Ook Karnabon, de koning van de Geten belaagde hem en doodde zelfs een van zijn draken, maar Demeter plaatste hem met die draak onder de sterren. (Zie Ophiuchos.) Ook Arkas ontving van hem de gave van de godin en werd daardoor in staat gesteld zijn onderdanen te leren graan te verbouwen. Toen Triptolemos in Eleusis terugkeerde wilde Keleos hem doden, maar ook hier kwam de godin tussenbeide. Zij dwong Keleos om de regering aan Triptolemos af te staan. Deze noemde het land Eleusis naar zijn vader en stelde ter ere van de godin de Thesmophoria in.
Soms wordt Triptolemos samen met Aiakos, Minos en Rhadamanthys genoemd als rechter in de onderwereld. Op verscheidene plaatsen had hij altaren en te Eleusis zelfs een tempel. Meestal wordt hij voorgesteld als een jeugdige heros, staande op zijn met draken bespannen wagen, soms met een reishoed (petasos) op zijn hoofd en met een scepter en korenaren in de hand.
Bij de Romeinen is uit deze Triptolemosdienst de dienst ontstaan van Bonus Eventus. Waarschijnlijk zijn de hem betreffende mythen met de dienst van Dionysos en Demeter door de in beneden-Italië wonende Grieken naar Rome overgebracht. Ook Bonus Eventus wordt voorgesteld als een jeugdige heros op een wagen met gevleugelde draken. In de rechterhand houdt hij een offerschaal, in de linker papavers en korenaren. Soms leunt hij tegen een altaar met een hoorn des overvloeds in de hand. (Zie Bonus Eventus.)